# St. Stephan (Melchingen)

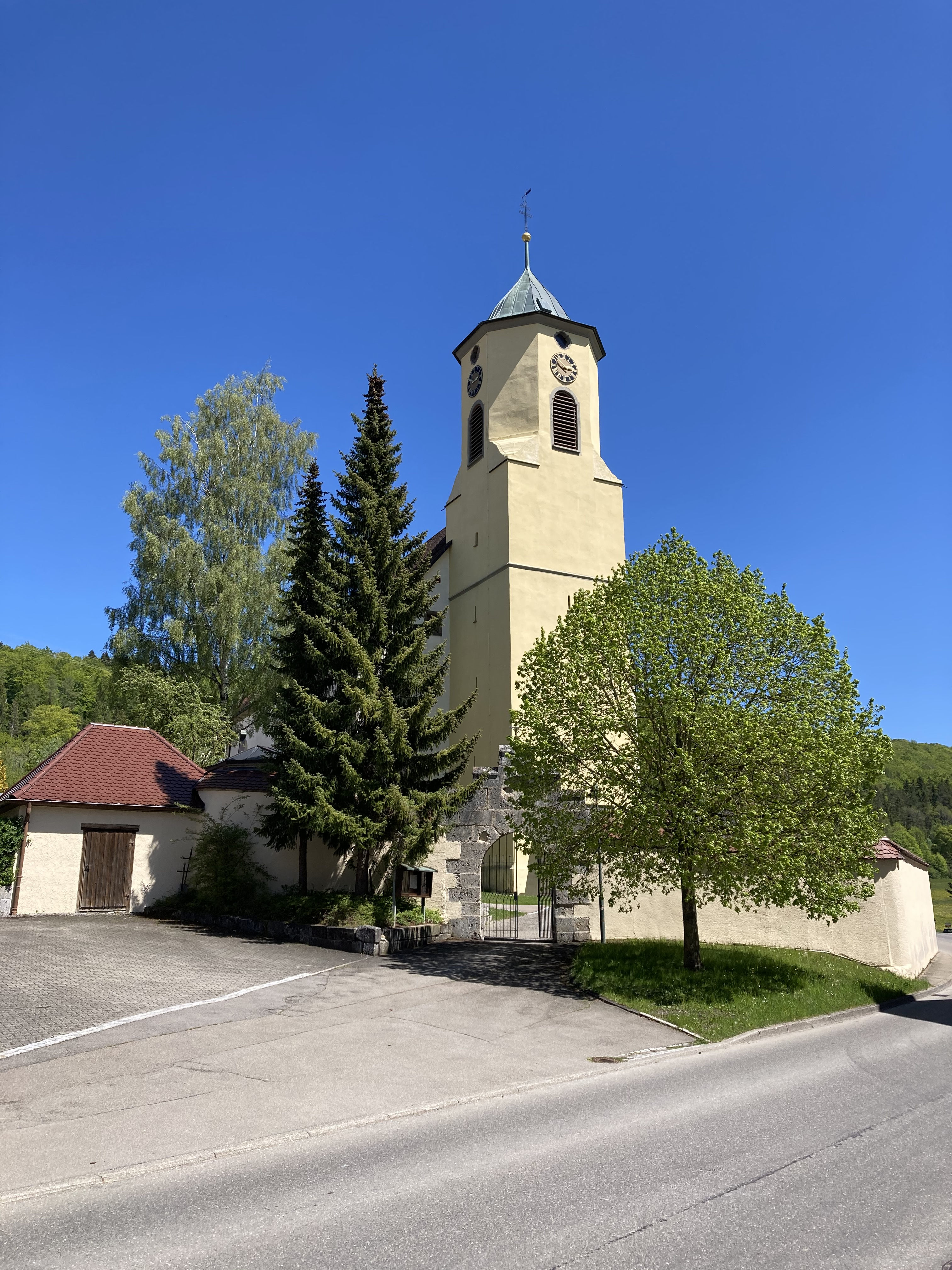
St. Stephan in Melchingen

Die römisch-katholische Pfarrkirche St. Stephan steht in Melchingen, einem Teilort der Kleinstadt Burladingen im Zollernalbkreis in Baden-Württemberg. Die Kirchengemeinde gehört zum Erzbistum Freiburg. Das Bauwerk ist beim Landesamt für Denkmalpflege Baden-Württemberg als Baudenkmal eingetragen.

## Beschreibung
Die Saalkirche wurde 1767–69 nach Plänen von Christian Großbayer erbaut. Sie besteht aus einem Langhaus, einem eingezogenen, halbrund geschlossenen, von Anbauten flankierten Chor im Osten und einem älteren Kirchturm im Westen, der mit einem achteckigen Geschoss aufgestockt wurde, um die Turmuhr und den Glockenstuhl unterzubringen, in dem vier Kirchenglocken hängen.
Die Deckenmalerei im Chor zeigt die Geburt Christi, die im Langhaus das Abendmahl Jesu, die Auferstehung Jesu Christi und den Heiligen Geist.